# Cyclamen somalense
Cyclamen somalense is een plantensoort uit de sleutelbloemfamilie. De plant is endemisch in de bergen van Noordoost-Somalië, waar hij op hoogtes tussen 1250 en 1600 m groeit in rotskloven die op het noorden gericht zijn. De plant is ontdekt in 1986.

## Kenmerken
De vrij kleine bloemen, die voor de bladeren verschijnen, lijken op die van Cyclamen persicum en, zoals bij die soort, rollen de bloemstelen zich niet na de bevruchting als een kurkentrekker op. De vlezige bladeren zijn dof groen met een zilverige marmering.

## Kweek
Cyclamen somalense is tot op heden nog niet in kweek en komt voor zover bekend slechts in een enkele Zweedse botanische tuin voor.
... · 
C. abchasicum · 
C. africanum · 
C. alpinum · 
C. balearicum · 
C. cilicium · 
C. colchicum · 
C. coum (Rondbladige cyclaam) · 
C. creticum · 
C. cyprium · 
C. elegans · 
C. graecum · 
C. hederifolium (Napolitaanse cyclaam) · 
C. intaminatum · 
C. libanoticum · 
C. mirabile · 
C. persicum · 
C. pseudibericum · 
C. parviflorum · 
C. purpurascens (Alpenviooltje) · 
C. repandum · 
C. rhodium · 
C. rohlfsianum · 
C. somalense · 
...